# Jean Quiquampoix
Jean Mario Serge Quiquampoix (París, 3 de noviembre de 1995) es un deportista francés que compite en tiro, en la modalidad de pistola.
Participó en tres Juegos Olímpicos de Verano, entre los años 2016 y 2024, obteniendo dos medallas, plata en Río de Janeiro 2016 y oro en Tokio 2020, ambas en la prueba de pistola rápida de fuego 25 m. En los Juegos Europeos de Minsk 2019 consiguió una medalla de plata en pistola rápida de fuego 25 m.
Ganó una medalla de bronce en el Campeonato Mundial de Tiro de 2018 y dos medallas en el Campeonato Europeo de Tiro, en los años 2021 y 2025.

## Palmarés internacional
| Juegos Olímpicos   | Juegos Olímpicos             | Juegos Olímpicos  | Juegos Olímpicos             |
| Año                | Lugar                        | Medalla           | Prueba                       |
| ------------------ | ---------------------------- | ----------------- | ---------------------------- |
| 2016               | Río de Janeiro 2016 (Brasil) | Medalla de plata  | Pistola rápida 25 m          |
| 2020               | Tokio (Japón)                | Medalla de oro    | Pistola rápida 25 m          |
| Campeonato Mundial |                              |                   |                              |
| Año                | Lugar                        | Medalla           | Prueba                       |
| 2018               | Changwon (Corea del Sur)     | Medalla de bronce | Pistola rápida de fuego 25 m |
| Juegos Europeos    |                              |                   |                              |
| Año                | Lugar                        | Medalla           | Prueba                       |
| 2019               | Minsk (Bielorrusia)          | Medalla de plata  | Pistola rápida de fuego 25 m |
| Campeonato Europeo |                              |                   |                              |
| Año                | Lugar                        | Medalla           | Prueba                       |
| 2021               | Osijek (Croacia)             | Medalla de oro    | Pistola rápida de fuego 25 m |
| 2025               | Châteauroux (Francia)        | Medalla de bronce | Pistola rápida de fuego 25 m |